# Rimini Protokoll
Rimini Protokoll és un grup de teatre alemany fundat l'any 2000 per Helgard Haug, Stefan Kaegi i Daniel Wetzel. Creen obres de teatre, intervencions, instal·lacions escèniques i obres de ràdio. Moltes de les seves obres es caracteritzen per la interactivitat i l'ús lúdic de la tecnologia.

## Fons
Els tres es van conèixer mentre assistien a l'Institut d'Estudis Teatrals Aplicats a la Universitat de Giessen, Hesse, Alemanya. Són un equip d'autors, directors i dissenyadors de so, escenari i vídeos, que treballen junts des de 1999
Han estat convidats tres vegades al Berliner Theatertreffen, el festival més important d'Alemanya amb les 10 millors actuacions d'Àustria, Suïssa i Alemanya. Des del 2003, els seus projectes també es desenvolupen en el marc de grans teatres nacionals com el Burgtheater de Viena o el Schauspielhaus de Zuric, així com festivals internacionals.

## Mètode
Sovint, Rimini Protokoll es descriu com els inventors d'una nova forma de teatre documental, utilitzant intèrprets que no són actors professionals, sinó experts o especialistes en els seus àmbits particulars de la vida: professionals d'un teatre del món real. Així doncs, en lloc de presentar actors que interpreten personatges com a parts de textos dramàtics, presenten persones que troben a través d'elaborats procediments d'investigació i càsting i amb qui duen a terme representacions teatrals segons les seves habilitats i habilitats per presentar-se de manera convincent i contundent davant del públic del teatre nacional.
Call Cutta, un dels seus treballs anteriors, es basava en l'externalització: els intèrprets o 'experts', que eren empleats d'un centre de trucades, es trobaven a Bidhannagar, Calcuta, Índia, oferir a l'audiència de Berlín actuacions individuals per telèfon mòbil, amb cada agent del centre de trucades guiant només un espectador pel remot laberint de carrers de Kreuzberg, Berlín, narrant la història de Subhas Chandra Bose, un lluitador revolucionari indi per la llibertat.

### Idees, Objectius i mètode de treball
La gran majoria dels muntatges, instal·lacions i conferències de Rimini Protokoll tenen els següents trets en comú:
- La interacció amb el públic i la ruptura dels límits de l'escenari. Moltes vegades els espectadors i espectadores es converteixen en col·laboradores i de vegades protagonitzen elles mateixes la peça, que no té actors com a tal, sinó que és desenvolupada per la mateixa audiència. Es trenquen les nocions tradicionals de teatre per buscar noves possibilitats que connectin amb la realitat d'avui i alhora tornar a les arrels teatrals basades en la interacció i la connexió directa amb la gent (com al Segle d'Or o el teatre isabelí).
- L'ús de la tecnologia com a eina fonamental (vídeo, àudio, música). A les posades en escena de Rimini Protokoll l'àudio i el vídeo són elements centrals; de fet, alguns dels seus projectes es basen exclusivament en una veu que interactua amb el públic (com a Remote X o Utopolis). A més, fins i tot als muntatges més propers al teatre convencional les videoprojeccions i l'espai sonor són determinants per a la dramatúrgia.
- La vida real com a punt de partida i element dramatúrgic base; la interrelació entre realitat i ficció.
- La reflexió i el qüestionament d'estructures socials, models de pensament, interconnexió i relació entre persones, etc. Es busca mostrar la realitat per generar distanciament i reflexió en el públic, tant a través de la interacció directa com en el rol tradicional (passiu) de l'espectador o espectadora.
- La participació d'actors no professionals que fan de si mateixos, que anomenen especialistes. Per a cada muntatge l'equip contacta amb persones que tenen experiències relacionades amb el tema sobre el qual volen reflexionar (nens, militars, transportistes…) i els conviden a compartir aquestes vivències per poder crear-ne un tot.
- Els espais no teatrals: els carrers, els museus, els mitjans de transport, la ciutat. Molts dels projectes de Rimini Protokoll es desenvolupen fora de les sales de teatre, i amb el moviment com a element clau: el públic no roman al mateix punt, sinó que es desplaça (ja sigui a peu, amb transport públic o en un camió) de la companyia). Aquest desplaçament té sentit dramatúrgic i estructura el muntatge d'aquestes peces. Amb aquest allunyament d'espais tradicionals es planteja un nou model de teatre que interactua directament i sense barreres amb la gent corrent.

## Influències en creadors catalans
Rimini Protokoll ha marcat tendència a Europa i ha esdevingut una de les companyies més innovadores del panorama teatral des de fa vint anys. Les seves aportacions són fonamentals especialment dins el teatre participatiu i el teatre transmèdia o audiovisual. A Catalunya, és força clara la influència d'aquesta companyia en creadors com el Roger Bernat o l'Agrupació Señor Serrano.

## Premis i reconeixements
- 2002 — Premi Impulse per Shooting Bourbaki
- 2005 — Premi del jurat del festival de teatre Politik im Freien per Mnemopark
- 2005 — nominat a Àustria al Premi de teatre Nestroy per Schwarzenbergplatz
- 2007 — Mülheimer Dramatikerpreis i Publikumspreis per a Karl Marx: Das Kapital, Erster Band
- 2007 — Premi Der Faust.
- 2007 — Hörspiel des Monats Octubre per Peymannbeschimpfung
- 2008 — Premi Kulturnews - millor obra (3r rang) per Breaking News
- 2008 — Premi Europeu de Teatre a Tessalònica - categoria Noves realitats[4]
- 2008 — Hörspielpreis der Kriegsblinden per Karl Marx: Das Kapital, Erster Band (també nominat per Peymannbeschimpfung)
- 2009 — Menció honorífica al Prix Ars Electronica 09 (Concurs Internacional de Ciberarts) en la categoria Art interactiu per Call Cutta in a box
- 2011 — Lleó de Plata a la 41a biennal de Venècia
- 2012 — Erste Saarbrücker Poetik-Dozentur for Drama
- 2013 — Premi Children's Choice der Ruhrtriennale per Situation Rooms
- 2013 — Premi a l'Excel·lència al 17è Japan Media Festival per Situation Rooms
- 2014 — Hörspiel des Monats March per Qualitätskontrolle
- 2014 — Premi del públic Mülheimer Dramatikerpreis/Stücke 2014 per Qualitätskontrolle
- 2014 — Deutscher Hörspielpreis der ARD per a Qualitätskontrolle. Oder, warum ich die Räuspertaste nicht drücken werde
- 2015 — Deutscher Hörbuchpreis der ARD per a Qualitätskontrolle. Oder, warum ich die Räuspertaste nicht drücken werde Arxivat 2016-03-04 a Wayback Machine.
- 2015 — Gran Premi de Teatre de Suïssa[5]
- 2019 — Deutscher Hörspielpreis der ARD per a Chinchilla Arschloch, waswas

## Produccions Seleccionades
- 2000 – Kreuzworträtsel Boxenstopp (Haug / Kaegi / Wetzel, Künstlerhaus Mousontum, Frankfurt am Main, Germany)
- 2001 – Apparat Berlin (Haug / Wetzel, Prater der Volksbühne, Berlin, Germany)
- 2001 – Torero Portero (Kaegi, Goethe-Institut Inter Nationes Córdoba, Argentina)
- 2002 – Shooting Bourbaki. Ein Knabenschiessen (Haug / Kaegi / Wetzel, luzerntheater Luzern, Switzerland; coproducing theatres in Switzerland, Germany, and Norway)
- 2002 – Deutschland 2 (Haug / Ernst / Kaegi / Wetzel, Festival Theater der Welt, Bonn, Germany)
- 2002 – Sonde Hannover (Haug / Ernst / Kaegi / Wetzel, Kröpcke-Hochhaus, Festival Theaterformen, Hannover, Germany)
- 2002 – Matraca Catraca. Uma viagem REM (Kaegi, Goethe-Institut Inter Nationes, Fundação Cultural Estado da Bahia e Empresa Farol da Barra, Salvador)
- 2003 – Deadline (Haug / Kaegi / Wetzel, Deutsches Schauspielhaus Hamburg / Neu)
- 2003 – The Midnight Special Agency (Haug / Kaegi / Wetzel, Kunsten Festival des Arts, Brussels, Belgium)
- 2003 – Markt der Märkte (Haug / Wetzel, Theater Bonn, Germany)
- 2004 – Zeugen! Ein Strafkammerspiel (Haug / Kaegi / Wetzel, Hebbel am Ufer Berlin, schauspielhannover, Hanover, Germany)
- 2004 – Hot Spots (Haug / Wetzel, Thesseum A Theatre for the Arts, Athen / Goethe-Institut Athens, Greece)
- 2004 – Sabenation. Go Home & Follow the News (Haug / Kaegi / Wetzel, Kunsten Festival des Arts, Brüssel / Festival Theaterformen, Braunschweig, Germany)
- 2004 – Brunswick Airport. Weil der Himmel uns braucht (Haug / Kaegi / Wetzel, Festival Theaterformen, Braunschweig, Germany)
- 2004 – Schwarzenbergplatz (Haug / Kaegi / Wetzel, Kasino im Burgtheater, Vienna, Austria)
- 2005 – Call Cutta. A mobile phone theatre (Haug / Kaegi / Wetzel, Star Theatre / Max Mueller Bhavan (Goethe-Institut) Kolkata, Hebbel am Ufer, Berlin)
- 2005 – Mnemopark (Kaegi, Theater Basel, Switzerland)
- 2005 – Wallenstein (Haug / Wetzel, 13. Internationale Schillertage, Nationaltheater Mannheim, Deutsches Nationaltheater Weimar, Germany)
- 2005 – Cameriga. A Metabureaucracy (Haug / Kaegi / Wetzel, Festival Homo Novus, Riga, Latvia)
- 2006 – Blaiberg und sweetheart19 (Haug / Kaegi / Wetzel, Schauspielhaus Zürich, Hebbel am Ufer, Berlin)
- 2006 – The Police Training Opera und The Memory Job (Wetzel, X-Wohnungen Caracas, Venezuela)
- 2006 – Cargo Sofia-X (Kaegi, div. Orte in Europa, UA – Theater Basel, Switzerland)
- 2006 – Karl Marx – Das Kapital, Band 1 (Haug / Wetzel, Düsseldorfer Schauspielhaus u.a.)[6]
- 2007 – Breaking News (Haug / Wetzel, HAU Berlin, Düsseldorfer Schauspielhaus, Schauspielhaus Frankfurt and others)
- 2008 – 100 percent Berlin (Haug / Kaegi / Wetzel, HAU Berlin)
- 2008 – Call Cutta in a Box (Haug / Kaegi / Wetzel, Calcutta, Berlin, Zurich, Mannheim, Paris, Helsinki, Wrocław, Dublin and others)
- 2008 – Black Tie (Haug / Wetzel, HAU Berlin, Wiener Festwochen, Gessnerallee Zürich])
- 2009 – Hauptversammlung (Haug / Kaegi / Wetzel, ICC / Hebbel am Ufer Berlin)
- 2009 – Radio Muezzin (Kaegi, Hebbel am Ufer Berlin)
- 2009 – Der Zauberlehrling (Haug / Wetzel, Düsseldorfer Schauspielhaus, Hebbel am Ufer)
- 2009 – Heuschrecken (Kaegi, Schauspielhaus Zürich)
- 2009 – "Vung Bien Gioi (Haug / Wetzel, Staatsschauspiel Dresden)
- 2009 – Sicherheitskonferenz (Kaegi, Münchner Kammerspiele)
- 2010 – Best Before (Haug / Kaegi, PuSh International Performing Arts Festival Vancouver, Brighton Festival, Hebbel am Ufer, Luminato – Toronto, La Bâtie-Festival de Genève u.a.)
- 2010 – 100 Percent Vienna (Haug / Kaegi / Wetzel, Wiener Festwochen)
- 2010 – Prometheus in Athens (Haug / Wetzel, Athens & Epidaurus Festival 2010, Herodes Atticus, 15.7.2010)
- 2010 – Ciudades Parallelas – Parallel Cities (Arias / Kaegi, Berlin, Hebbel am Ufer, WP 17.9.2010)
- 2010 – Mr Dağacar and the Golden Tectonic of Trash (Haug / Wetzel, garajistanbul, WP 15.10.2010)
- 2011 – Outdoors (Haug / Kaegi / Wetzel, National Theatre of Wales, Aberystwyth, WP 25.2.2011)
- 2011 – Bodenprobe Kasachstan (Kaegi, Hebbel am Ufer, Berlin, UA 27.4.2011)
- 2011 – 50 Aktenkilometer / (50 kilometers of files) (Haug / Kaegi / Wetzel, Hebbel am Ufer, DeutschlandRadio Kultur, UA 17.5.2011)
- 2011 – 100 Percent Karlsruhe (Haug / Kaegi / Wetzel, Badisches Staatstheater Karlsruhe, Bundesverfassungsgericht /supreme court)
- 2011 – 100 Percent Cologne (Haug / Kaegi / Wetzel, Schauspiel Cologne, WP 10.11.2011)
- 2011 – Herrmann's Battle (Haug / Wetzel, Kleist-Jahr 2011, Hebbel am Ufer, Berlin, Staatsschauspiel Dresden, Comédie de Reims) WP – 20.10.2011 Frankfurt/Oder
- 2012 – Lagos Business Angels (Haug / Kaegi / Wetzel, HAU Berlin, Kunstenfestival des Arts Brussels, Goethe Institute) WP – 27.03.2012 Berlin
- 2012 – 100 Percent Melbourne (Haug / Kaegi / Wetzel, City of Melbourne) WP 04.05.2012 Melbourne City Hall
- 2012 – 100 Percent Braunschweig (Wetzel, Staatstheater Braunschweig, Großes Haus, Festival Theaterformen, WP 31.05.2012)
- 2012 – 100 Percent London (Haug / Kaegi, The Hackney Empire, LIFT Festival, WP 29.06.2012)
- 2012 – A public Enemy in Oslo (Haug / Wetzel, National Theaater Oslo, Ibsen Festival, WP 23.08.2012)
- 2012 – 100% Zürich (Haug / Kaegi / Wetzel, Theater Gessnerallee 18. -21., 24.-27. Oktober 2012)
- 2013 – 10 Aktenkilometer (Haug / Kaegi / Wetzel, Staatsschauspiel Dresden, Sächsischer Landesbeauftragte für Stasi-Unterlagen)
- 2013 –  Remote City (Kaegi)
- 2013 – Qualitätskontrolle (Haug / Wetzel, Staatstheater Stuttgart / Spielstätte NORD Juni 2013)
- 2013 – Situation Rooms (Haug / Kaegi / Wetzel, Ruhrtriennale August 2013)
- 2014 – World Climate Change Conference (Haug / Kaegi / Wetzel, Deutsches SchauspielHaus Hamburg, November 2014)
- 2015 – Homevisit Europe (Haug / Kaegi / Wetzel, House on Fire, UA Mai 2015)
- 2015 – Remote Karlsruhe (Kaegi, Staatstheater Karlsruhe, UA Juni 2015)
- 2015 – Evros Walk Water (Wetzel, TAK Liechtenstein, Schloßmediale Werdenberg, UA Mai 2015)
- 2015 – 100% Penang (Haug / Kaegi / Wetzel, Georgetown Festival 01.08. - 02.08.2015)
- 2015 – Adolf Hitler: Mein Kampf, Band 1 & 2 (Haug / Wetzel, Kunstfest Weimar / Deutsches Nationaltheater Weimar, UA September 2015)
- 2015 – 100% Yogyakarta (Haug / Kaegi / Wetzel, Concert Hall, Taman Budaya 31.10. - 01.11.2015)
- 2016 – 100% São Paulo (Haug / Kaegi / Wetzel, Teatro Municipal / MITsp 06. – 07.03.2016)
- 2016 – Truck Tracks Ruhr (Haug / Begrich / Kaegi / Karrenbauer, Oberhausen, Urbane Künste Ruhr 21.04. – 10.05.2016)
- 2016 – 100% Salford (Haug / Kaegi / Wetzel, Salford, The Lowry 07. – 08.05.2016)
- 2016 – 100% Brisbane (Haug / Kaegi / Wetzel, Brisbane, Museum of Brisbane 15.07.2016 – 15.12.2017)
- 2016 – Nachlass – Pièces sans personnes (Kaegi / Huber, Lausanne, Théâtre Vidy 14. – 24.09.2016)
- 2016 – Brain Projects (Haug / Wetzel, Hamburg, Deutsches SchauspielHaus 18. – 22.09.2016)
- 2016 – Top Secret International (Staat 1) (Haug / Kaegi / Wetzel, München, Münchner Kammerspiele / Glyptothek München 10. – 18.12.2016)
- 2017 – App Recuerdos (Haug / Kaegi / Wetzel / Begrich, Santiago de Chile, Festival Santiago a Mil 07. – 22.01.2017)
- 2017 – Hausbesuch USA (Haug / Kaegi / Wetzel, Santa Barbara, Museum of Contemporary Art Santa Barbara 20.01.2017)
- 2017 – City as Stage (Haug / Kaegi / Wetzel, Santa Barbara, Museum of Contemporary Art Santa Barbara 22.01. – 30.04.2017)
- 2017 – Evros Walk Water 1&2 (Wetzel, Athen, Onassis Cultural Centre 03. – 08.05.2017)
- 2017 – Gesellschaftsmodell Großbaustelle (Staat 2) (Kaegi, Düsseldorf, Düsseldorfer Schauspielhaus 12. – 13.05.2017)
- 2017 – 100% Montréal (Haug / Kaegi / Wetzel, Montréal, FTA 25. – 28.05.2017)
- 2017 – Cargo Moscow (Kaegi / Karrenbauer, Moscow, Impresario Feodor Elutine 05.07. – 22.09.2017)
- 2017 – 100% Marseille (Haug / Kaegi / Wetzel, Marseille, Festival Marseille 30.06. – 02.07.2017)
- 2017 – Träumende Kollektive. Tastende Schafe (Staat 3) (Wetzel, Dresden, Schauspielhaus Dresden 23.09. – 27.10.2017)
- 2017 – Home Visit: Brasil em casa (Haug / Kaegi / Wetzel, Rio de Janeiro, TEMPO Festival 16. – 22.10.2017)
- 2018 – Weltzustand Davos (Staat 4)(Haug / Kaegi, Zürich, Schauspielhaus Zürich 12. – 25.01.2018)
- 2018 – Cargo Congo-Lausanne (Kaegi, Lausanne, Théatre Vidy-Lausanne 01.02. – 23.03.2018)
- 2018 – 100% Stellenbosch (Haug / Kaegi / Wetzel, Stellenbosch, Woordfees / HB Thom Theatre 23. – 25.02.2018)
- 2018 – Staat 1-4 (Haug / Kaegi / Wetzel, Berlin, Haus der Kulturen der Welt (HKW) 01. – 25.03.2018)
- 2018 – Home Visit Australia (Haug / Kaegi / Wetzel, Gold Coast, Bleach Festival 29.03. – 07.04.2018)
- 2018 – DO's & DON'Ts (Begrich / Haug / Karrenbauer, Berlin, HAU Hebbel am Ufer 03. – 30.05.2018)
- 2018 – 100% Voronezh (Haug / Kaegi / Wetzel, Voronezh, The Voronezh State Theatre of Opera and Ballet 06. – 08.06.2018)
- 2018 – 100% Klagenfurt (Haug / Kaegi / Wetzel, Klagenfurt, Stadttheater Klagenfurt 09. – 10.06.2018)
- 2018 – Unheimliches Tal / Uncanny Valley] (Kaegi, Múnic, Münchner Kammerspiele 04.10. – 15.11.2018)
- 2019 – 100% Lissabon (Haug / Kaegi / Wetzel, Lisbon, Culturgest Lisbon 19. – 20.01.2019)
- 2019 – Play* Europeras (1&2) (Wetzel, Wuppertal, Oper Wuppertal 02.02. – 06.04.2019)
- 2019 – Granma. Posaunen aus Havanna (Kaegi, Berlin, Maxim Gorki Theater 21.03. – 23.03.2019)
- 2019 – Feast of Food (Haug / Kaegi / Wetzel, Brüssel, Kasteel van Gaasbeek 07.04. – 28.07.2019)
- 2019 – Chinchilla Arschloch, waswas (Haug, Frankfurt a. M., Bockenheimer Depot 11. – 13.04.2019)
- 2019 – Utopolis (Haug / Kaegi / Wetzel, Manchester, MIF – Manchester International Festival 10. – 13.07.2019)
- 2019 – Cargo Texas-Toulouse (Kaegi, Théâtredelacité - CDN Toulouse Occitanie 24.09. – 25.10.2019)
- 2020 – 100 % Berlin reloaded (Haug / Kaegi / Wetzel, HAU Hebbel am Ufer 09. – 12.01.2020)
- 2020 – Société en chantier / Society under Construction (Kaegi, La Comédie de Clermont-Ferrand 25.09. – 01.10.2020)
- 2020 – Black Box (Kaegi, Théâtre de Vidy 09.06. – 10.07.2020)
- 2020 – 1000 Scores. Pieces for Here, Now & Later (Haug / Helbich / Puschke, www.1000scores.com)
- 2020 – Call Cutta at Home (Haug / Kaegi / Wetzel, St Petersburg, VI International Summer Festival of Arts "The Access Point" 01. – 24.07.2020)
- 2020 – Now that we meet again (Wetzel, BIOS 13. – 19.07.2020)
- 2020 – Bauprobe Beethoven (Haug / Kaegi / Wetzel, Beethoven Fest Bonn 12. – 13.09.2020)
- 2020 – Safety Cards (Wetzel, Onassis ENTER 01.06. – 01.11.2020 online)
- 2020 – Fase Nove - Assolo Urbano (Begrich / Karrenbauer, Casa degli Artisti 14.10.2020)
- 2021 – Temple du présent. - Solo for an octopus (Kaegi, Théâtre Vidy-Lausanne 08. – 17.01.2021)
- 2021 – CONFERENCE OF THE ABSENT (Haug / Kaegi / Wetzel, Staatsschauspiel Dresden 21.05.2021)

## Reproduccions d'àudio
- 2000 – O-Ton Ü-Tek Arxivat 2018-12-15 a Wayback Machine. (Haug / Wetzel, Produktion: DeutschlandRadio Berlin)
- 2001 – Sitzgymnastik Boxenstopp (Haug / Kaegi / Wetzel, Autorenproduktion)
- 2001 – Apparat Herz (Haug / Wetzel, Produktion: DeutschlandRadio Berlin)
- 2002 – Glühkäferkomplott (Kaegi, Produktion: DRS/DLF/intermedium 2)
- 2002 – Undo Arxivat 2018-12-15 a Wayback Machine. (Haug / Wetzel, Autorenproduktion in Kooperation mit SFB-ORB)
- 2002 – Deutschland 2 (Buch: Rimini Protokoll / Realisation: Haug / Wetzel, Produktion: WDR3)
- 2003 – Wundersame Welt der Übertragung I-III (Buch u. Realisation: Haug / Wetzel, Produktion: SWR2)
- 2004 – Zeugen! Ein Verhör (Haug / Kaegi / Wetzel, Produktion: DeutschlandRadio Berlin)
- 2004 – Alles muss raus! (Haug / Wetzel, Produktion: WDR3)
- 2006 – Miles & More. Rücktrittsdramaturgien in der Politik Arxivat 2018-12-15 a Wayback Machine. (Helgard Haug / Heike Haug / Daniel Wetzel, Produktion: WDR/DeutschlandRadio)
- 2007 – Peymannbeschimpfung (Haug / Wetzel, Produktion: DeutschlandRadio Kultur)
- 2007 – Karl Marx: Das Kapital, Erster Band (Haug / Wetzel, Produktion: Deutschlandfunk / WDR)
- 2009 – Waldeinsamskype (Haug / Wetzel, Produktion: Deutschlandfunk)
- 2009 – Welcome to you! (Haug / Wetzel, Produktion: WDR3)
- 2011 – Payday - little America in der hessischen Provinz (Helgard Haug / Heike Haug, Produktion: WDR / SWR)
- 2011 – 50 Aktenkilometer (Haug / Kaegi / Wetzel, Produktion: Deutschlandradio Kultur)
- 2014 – Qualitätskontrolle oder Warum ich die Räusper-Taste nicht drücken werde (Haug / Wetzel, Produktion: WDR)
- 2014 – Situation Rooms (Haug / Kaegi / Wetzel, Produktion: WDR)
- 2016 – Munition Gedicht" (Haug / Guschas, Produktion: SWR/NDR/WDR)
- 2016 – Adolf Hitler: Mein Kampf, Band 1&2 (Haug / Wetzel, Produktion: WDR)[11]
- 2017 – Dem Himmel so nah-ost! – Ein akustisches Himmelfahrtskommando (Haug / Guschas, Produktion: NDR / SWR2)
- 2018 – Chinchilla Arschloch, waswas (Helgard Haug / Thilo Guschas, Produktion: WDR3)
- 2020 – Wir – Hier (Helgard Haug / Thilo Guschas, Produktion: WDR3)